# NK Petlovac
NK Petlovac je nogometni klub iz Petlovca.

## Povijest
1929. godine, u Petlovcu je osnovan nogometni klub pod imenom ŠK Graničar. On se do početka Drugoga svjetskog rata natjecao u Osječkom nogometnom podsavezu. Nakon rata, klub obnavlja rad, 1959. godine, pod imenom NK Partizan i to ime nosi sve do 1998. godine kada se uspostavom hrvatske vlasti u Baranji ime kluba mijenja u današnje NK Petlovac
Trenutačno se natječe u 2. ŽNL Osječko-baranjskoj.